# Клуб «Плейбоя»
Клуб Плейбоя (англ. The Playboy Club) — американский телесериал, премьера которого состоялась 19 сентября 2011 года на канале NBC.
4 октября NBC закрыл сериал после трёх эпизодов в связи с низкими рейтингами.

## Сюжет
Начало 60-х, Чикаго. Юная и наивная девушка Морин устраивается на работу официанткой в клуб Плейбоя. Не проходит и недели, как случается страшное — в подсобке её пытается изнасиловать один из членов клуба. Ей приходит на выручку мужчина, Ник Далтон, но Морин случайно убивает насильника. Ник узнаёт нападавшего — им оказывается Бруно Бьянчи, глава мафии. Морин и Ник избавляются от трупа, но так просто уйти от мафии им не удастся.

## В ролях
- Эдди Сибриан — Ник Далтон, адвокат и член клуба Плейбоя[6][7].
- Лаура Бенанти — Кролик Мама Кэролин[5].
- Эмбер Хёрд — Кролик Морин, новенькая[8].
- Нэтари Наутон — Кролик Бренда, мечтающая стать первой афроамериканкой на развороте журнала Playboy[9].
- Дэвид Крамхолц — Билли Роузен, управляющий[5].
- Ли Рене — Кролик Элис, лесбиянка, скрывающая свою ориентацию и состоящая в фиктивном браке с геем[10].
- Шон Махер — Шон, муж Элис, гей[11][12].
- Дженна Дуан — Кролик Джэни[5].
- Уэс Рэмси — Макс[5].